# Kotoku

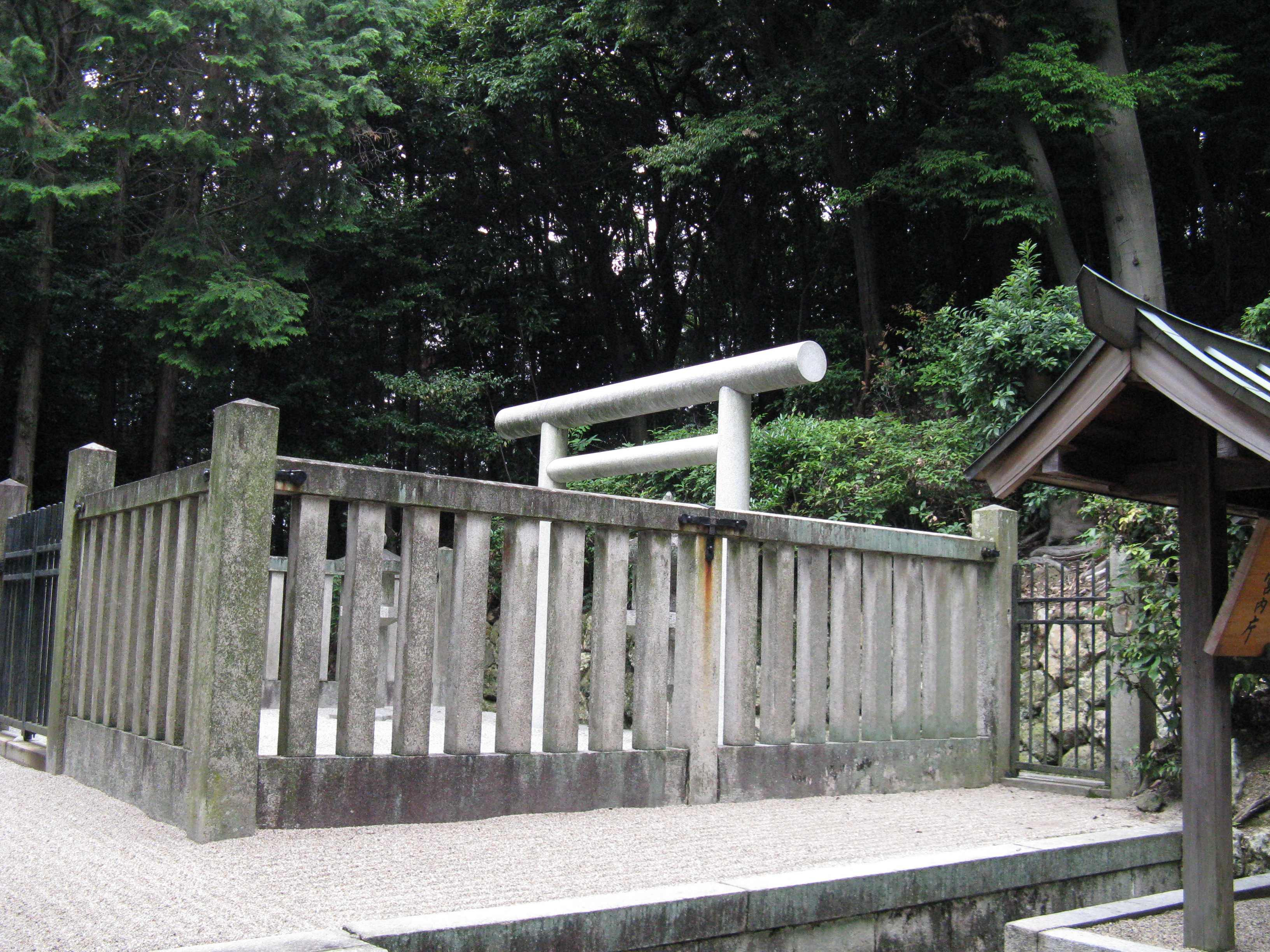
Graf van Kotoku

Keizer Kōtoku (孝徳天皇, Kōtoku-tennō, 596 – 24 november 654) was de 36e keizer van Japan volgens de traditionele volgorde. Hij regeerde van 645 tot 654.

## Genealogie
Voor zijn troonsbestijging was zijn persoonlijke naam (zijn imina) Karu-no-Ōji (軽皇子), ook bekend als Ame-Yorodzu Toyo-hi.
Kōtoku was een achterkleinzoon van keizer Bidatsu. Hij was de zoon van Chinu no ōkimi (prins Chinu, 茅渟王) en Kibitsuhime no ōkimi (prinses Kibitsuhime, 吉備姫王). Keizerin Kōgyoku was zijn oudere zus. Zij regeerde zowel voor als na hem.
Kōtoku had drie vrouwen, onder wie zijn keizerin; Hashihito no Himemiko (Prinses Hashihito), de dochter van keizer Jomei.

## Gebeurtenissen tijdens de regeerperiode van Kōtoku
Kōtoku besteeg de troon in 645, twee dagen nadat keizerin Kōgyoku was afgetreden vanwege de moord op Soga no Iruka door prins Naka no Ōe. Aanvankelijk trad ze af zodat Naka no Ōe keizer kon worden, maar die wilde dat Kōtoku eerst zou regeren.
Kōtoku voerde na keizer te zijn geworden de Taika in. Volgens de Nihonshoki was hij een vreedzaam persoon en een aanhanger van het boeddhisme.
In 645 stichtte hij een nieuwe stad in het gebied Naniwa en maakte deze tot hoofdstad. De nieuwe stad had een zeehaven, wat goed uitkwam voor de handel met het buitenland en voor diplomatieke activiteiten.
In 653 stuurde Kōtoku afgevaardigden naar de Tang-dynastie, maar een aantal schepen haalden China niet vanwege schipbreuk.
Naka no Ōe behield tijdens de regeerperiode van Kōtoku de titel van kroonprins, en was de de facto leider van de overheid. Toen in 653 Kōtoku weigerde om de hoofdstad weer naar de provincie Yamato te verplaatsen, vertrok Naka no Ōe tegen de wil van Kōtoku in naar deze provincie. Veel volgelingen aan het hof gingen met hem mee. Een jaar later stierf Kōtoku door ziekte.
Na de dood van Kōtoku wilde Naka no Ōe nog steeds geen keizer worden, dus werd Kōgyoku weer keizer, nu onder de naam Saimei.
* Regent Jingu staat niet op de traditionele lijst.